# 社会部
社会部(しゃかいぶ)とは、報道機関において、事件、事故、社会問題の取材を担当する部門のことである。

## 概説
活動範囲は幅広く、社会の現象全般を扱う部門と言える。
扱うニュースの性格上、政治家や財界人に近い政治部や経済部とは違い、社会正義を追求し権力からもっとも遠いところにいる権力の監視役、そして社会の弱者の味方というイメージが強い。政治部記者のように新聞社を退社後に政治家に転じることは少なく、フリージャーナリストなどとして報道に携わり続ける傾向が強い。

## おもな活動範囲

### 遊軍
遊軍（ゆうぐん）とは、特定の記者クラブには所属せず、なにか大型の報道テーマが起きた場合、現場に投入される記者のことである。「いつでも出動できる状態でいて、時機を見て活動する軍隊」を語源とする。街ネタを拾うのが得意な記者が遊軍を任されやすい。
遊軍記者にはさまざま分野で高い専門性をもつ記者もいるが、ほとんどは大きな事件・事故が起きたときに警察や検察を担当する記者を後方で支援する役割である。

### 中央省庁の記者クラブ
環境省、厚生労働省、文部科学省といった官庁の記者クラブで、労働問題や教育問題をおもに行政面から取材する。国会開会中は本会議や委員会の傍聴も行う。

### 事件取材
警察本部の記者クラブ（所轄レベルには存在しない）や、裁判所や検察庁を担当する司法記者クラブを拠点に活動する。
社会部のなかでは記者がもっとも多い分野である。東京の社会部の場合、警視庁の記者クラブに各社10人もの記者が常駐し、司法記者クラブにも10人近くもの記者が常駐していると言われる。また警視庁記者クラブの傘下には警察署を担当する「サツ回り」と呼ばれる若手記者もいるため、事件取材を担当する記者は各社の社会部で合計で30人にも達すると言われる。
このことが日本のメディアが事件報道を圧倒的に重視してきた理由と言われ、警察担当のなかでも殺人や強盗といった凶悪犯捜査を行う刑事部捜査第一課を担当する記者は花形とされる。
社会部は政治家のスキャンダルを追及したり汚職事件では捜査サイドの動きを取材したりする。

### 地方自治体
都道府県や市区町村といった地方自治体や地方選挙の取材も社会部の担当である。地方のメディアには政治部がないことがほとんどであるため社会部が政治部と同じ役割を果たしているケースが多い。

### 皇室
皇室も社会部の担当である。

### 調査報道
調査報道は事件取材を行なっている社会部が得意とする分野である。

## 新聞社ごとの事情
読売新聞社は大衆紙を志向していたことや、社主の正力松太郎が警察出身という事情もあって伝統的に社会部が強く、1950年代から「社会部王国」と呼ばれるほどの花形部署であった。しかし1980年代から渡邉恒雄（政治部記者出身）が権勢を振るうにあたって政治部の勢力が伸長し、かつてほどの花形ではなくなっている。
朝日新聞社では伝統的に政治部・経済部が強く、社会部出身者は社長になれないことから「朝日の参議院」と呼ばれる。毎日新聞社も同様の傾向にある。渡辺雅隆や朝比奈豊は社会部出身の社長であるが、会社が何らかの事情で批判を浴びている時の「火中の栗を拾う」状況での就任であった。